# Голубово (Дновський район)
Голубово (рос. Голубово) — присілок в Дновському районі Псковської області Російської Федерації.
Населення становить 30 осіб. Входить до складу муніципального утворення Іскровська волость.

## Історія
Від 2015 року входить до складу муніципального утворення Іскровська волость.

## Населення
| 2001 | 2002 | 2010 |
| ---- | ---- | ---- |
| 45   | →45  | ↘30  |